# Calanus sinicus
Calanus sinicus is een eenoogkreeftjessoort uit de familie van de Calanidae. De wetenschappelijke naam van de soort is voor het eerst geldig gepubliceerd in 1962 door Brodsky.